# Herpes simplex
L'Herpes simplex (dal greco ἕρπης, èrpēs, «serpente», derivato di ἕρπω, èrpō, «strisciare») è una malattia virale causata dal herpes simplex virus. Le infezioni vengono classificate in base alla parte del corpo colpita: l'herpes labiale può causare piccole vescicole poste in gruppi e mal di gola, l'herpes genitale invece si presenta con minimi sintomi come piccole vescicole che si rompono e causano lievi ulcere. La presentazioni dei sintomi dell'herpes avviene ciclicamente, con periodi di malattia attiva seguiti da periodi asintomatici. Il primo episodio è spesso più grave e può essere associato a febbre, dolori muscolari, gonfiore dei linfonodi e mal di testa. Con il passare del tempo gli episodi di malattia diminuiscono sia in frequenza che in gravità. Altri disturbi causati dall'herpes simplex comprendono, tra gli altri, il patereccio erpetico e l'encefalite erpetica.
Vi sono due tipi di virus herpes simplex, tipo 1 (HSV-1) e di tipo 2 (HSV-2). L'HSV-1 più comunemente provoca infezioni orali mentre HSV-2 colpisce maggiormente i genitali. Essi sono trasmessi per contatto diretto con i fluidi corporei o attraverso lesioni di un individuo infetto. La trasmissione può verificarsi, con probabilità inferiore, anche quando i sintomi non sono presenti. L'herpes genitale è classificato come una malattia a trasmissione sessuale. Durante il parto, l'herpes simplex, può essere trasmesso al bambino. Dopo l'infezione, i virus vengono trasportati lungo i nervi sensoriali ai corpi delle cellule nervose, in cui si stabiliscono per tutta la vita.  Le cause di recidiva possono includere una diminuita funzione immunitaria, lo stress e l'esposizione al sole. L'herpes labiale e genitale di solito vengono diagnosticati sulla base della presentazione dei sintomi. La diagnosi può essere confermata tramite una coltura virale o la rilevazione del DNA dell'herpes nel liquido delle vesciche. Esami del sangue alla ricerca degli anticorpi contro il virus possono confermare una precedente infezione.
Il metodo più efficace per evitare le infezioni genitali è evitare il sesso vaginale, orale e anale. L'uso del preservativo diminuisce leggermente il rischio. L'assunzione quotidiana di un farmaco antivirale da parte di colui che è infetto, può ridurre la diffusione. Non esiste un vaccino disponibile e, una volta infettati, non esiste una cura. Il paracetamolo e la lidocaina topica possono essere utilizzati per alleviare i sintomi. I trattamenti con farmaci antivirali, come l'aciclovir o il valaciclovir possono ridurre la gravità degli episodi sintomatici.
A livello globale i tassi tra gli adulti di HSV-1 o HSV-2 sono tra il 60% e il 95%. L'HSV-1 di solito si acquisisce durante l'infanzia. L'incidenza dell'HSV-1 è tra il 70% e l'80% nelle popolazioni di basso status socioeconomico e tra il 40% al 60% in coloro che possiedono una condizione più elevata. Nel 2003 si stimava che circa 536 milioni di persone in tutto il mondo (il 16% della popolazione) fossero infettate con l'HSV-2 con tassi superiori tra le donne e in coloro che vivono nei paesi in via di sviluppo. La maggior parte delle persone affette da HSV-2 non si rende conto di essere infette.

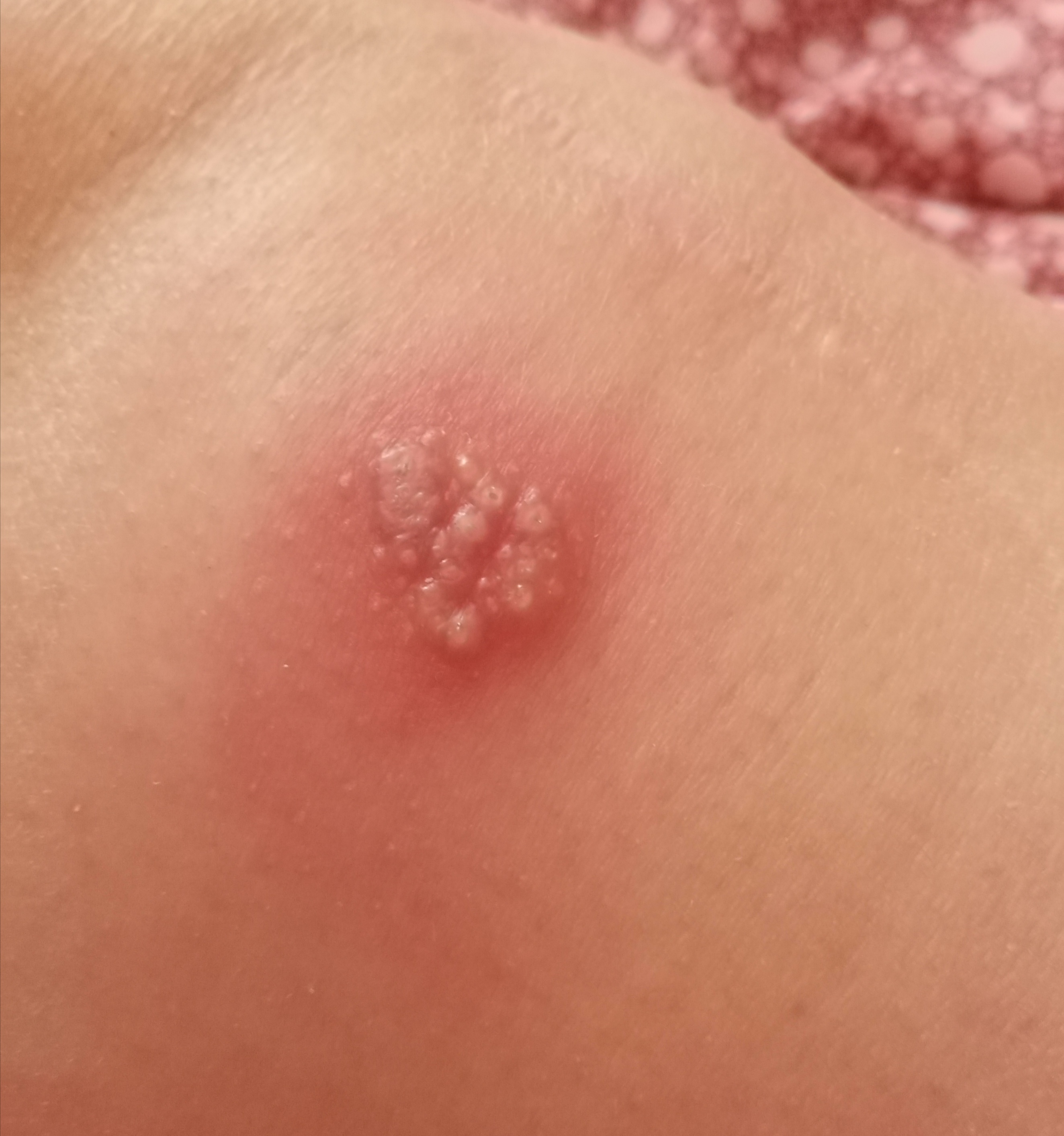
Herpes simplex

## Classificazione
Vi sono due tipi di Herpes simplex, l'HSV-1 che causa principalmente infezioni della bocca, della gola, del viso, degli occhi e del sistema nervoso centrale, mentre l'HSV-2 provoca infezioni principalmente ano-genitali. Tuttavia, ciascuno di essi può causare infezioni in tutte le parti.

## Segni e sintomi

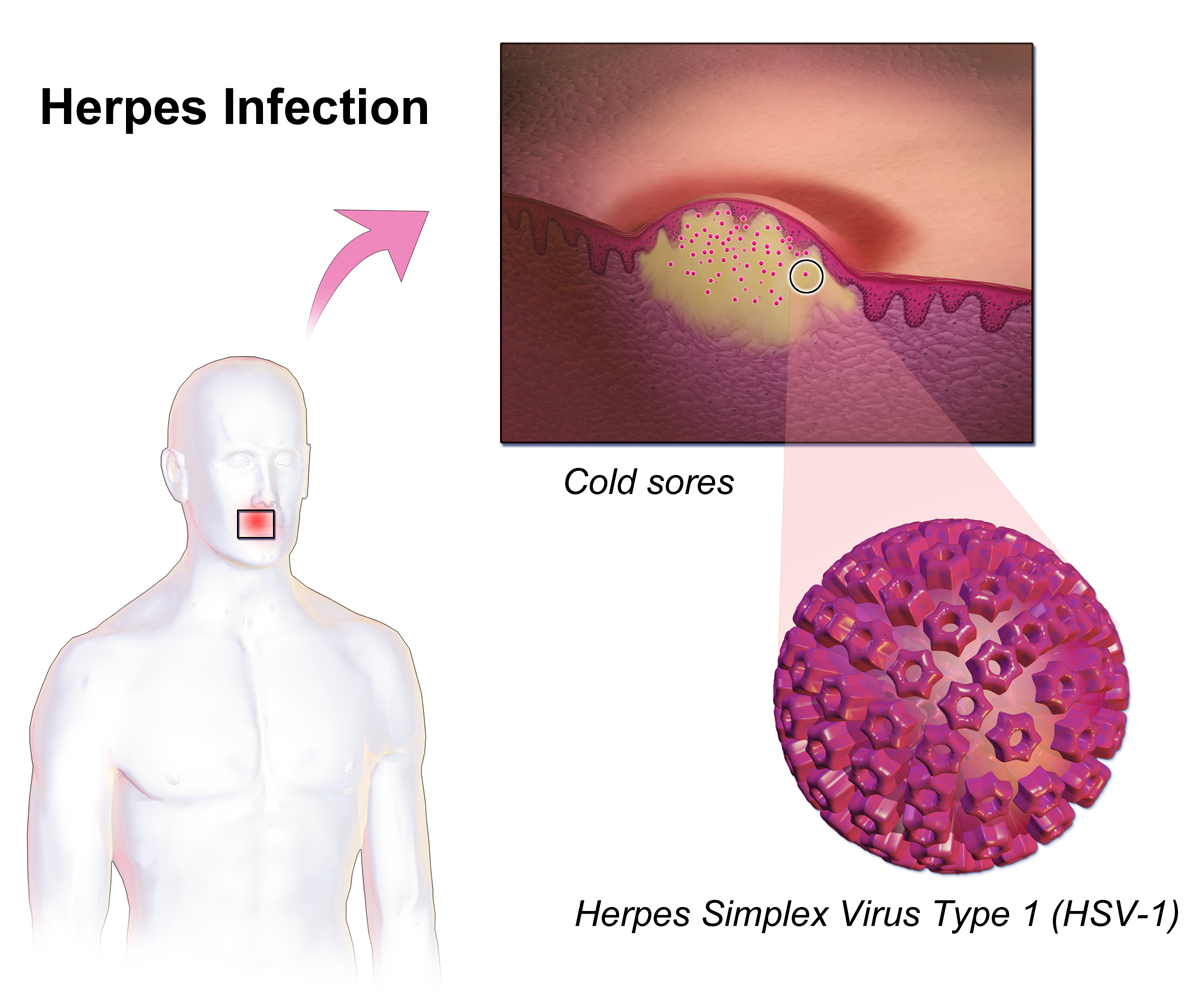
Infezione da herpes

Le infezione da HSV provocano diversi disturbi medici distinti. Le comuni infezioni della pelle o delle mucose possono colpire sul viso e sulla bocca (herpes oro-facciale), sugli organi genitali (herpes genitale) o sulle mani (patereccio erpetico). Disturbi più gravi si verificano quando il virus infetta l'occhio (cheratite da herpes) o invade il sistema nervoso centrale, danneggiando il cervello (encefalite erpetica). Le persone con un sistema immunitario immaturo o soppresso, come i neonati, i sottoposti a trapianto o persone con AIDS, sono inclini a contrarre gravi complicazioni da infezioni da HSV. Tali infezioni sono anche associate ai deficit cognitivi del disturbo bipolare e della malattia di Alzheimer, anche se ciò dipende spesso dalla genetica della persona infetta.
In tutti i casi, l'HSV non viene mai rimosso dal corpo da parte del sistema immunitario. A seguito di una infezione primaria, il virus entra nei nervi al sito di infezione primaria, si sposta verso il corpo cellulare del neurone e diventa latente nel ganglio. Come conseguenza dell'infezione primaria, il corpo produce anticorpi per il particolare tipo di HSV coinvolto, impedendo una successiva infezione di questo tipo in un sito diverso. In individui infetti da HSV-1, la sieroconversione dopo un'infezione orale previene ulteriori infezioni da HSV-1, come il patereccio, l'herpes genitale, l'herpes dell'occhio. La sieroconversione da HSV-1 sembra ridurre anche i sintomi di una successiva infezione da HSV-2, anche se l'HSV-2 può ancora essere contratto.
Molte persone infette dall'HSV-2 non mostrano alcun sintomo fisico e questi vengono chiamati "asintomatici" o affetti da Herpes subclinico.
| Condizione                                  | Descrizione | Illustrazione |
| ------------------------------------------- | --- | ------------- |
| Gengivostomatite erpetica                   | La gengivostomatite erpetica è spesso la presentazione iniziale che si ha durante la prima infezione da herpes. È di maggiore gravità dell'herpes labiale e spesso si presenta successivamente. |               |
| Herpes labiale                              | L'infezione si verifica quando il virus viene a contatto con la mucosa orale o con la pelle abrasa. |               |
| Herpes genitale                             | Quando sintomatica, la manifestazione tipica di un'infezione genitaleprimaria da HSV-1 o da HSV-2 è caratterizzata da grappoli di papule e vescicole infiammate sulla superficie esterna dei genitali che assomigliano a quelle riscontrabili nell'herpes labiale. |               |
| Patereccio erpetico e herpes dei gladiatori | Il patereccio erpetico è un'infezione dolorosa che colpisce in genere le dita o i pollici. Occasionalmente, l'infezione si verifica sulle dita. Le persone che svolgono sport di contatto come il wrestling, rugby e calcio a volte acquistano una condizione causata da dall'HSV-1 nota come herpes dei gladiatori che si presenta come ulcerazioni della pelle del viso, delle orecchie e del collo. I sintomi includono febbre, mal di testa, mal di gola e gonfiore delle ghiandole. Essa colpisce di tanto in tanto gli occhi o le palpebre. |               |
| Encefalite erpetica e meningite erpetica    | L'infezione erpetica del cervello è ritenuta essere dovuta alla trasmissione di virus da un sito periferico e alla seguente riattivazione dell'HSV-1, lungo l'assone del nervo trigemino, al cervello. HSV è la causa più comune di encefalite virale. Quando viene infettato il cervello, il virus mostra una preferenza per il lobo temporale. L'HSV-2 è la causa più comune di meningite di Mollaret, un tipo di meningite virale ricorrente.                                                                                                  |               |
| Esofagite erpetica                          | I sintomi possono includere dolore nella deglutizione (odinofagia) e difficoltà nella deglutizione (disfagia). È spesso associata con deficit della funzionalità immunitaria (ad es. AIDS, immunosoppressione in seguito a trapianto d'organo). |               |

## Diagnosi
L'herpes labiale è facilmente identificabile con un semplice esame clinico degli individui con nessuna precedente storia di lesioni e che abbiano avuto un contatto con un individuo noto per essere HSV-1 positivo. In questi soggetti, in genere le vescicole si presentano multiple, di aspetto rotondo e superficiali, accompagnate da una gengivite acuta. Gli adulti con una presentazione atipica sono più difficili da diagnosticare. I sintomi prodromici che si verificano prima della comparsa delle lesioni erpetiche aiutano a differenziare i sintomi dell'HSV dai sintomi simili di altri disturbi, come ad esempio la stomatite allergica. Quando le lesioni non compaiono all'interno della bocca, l'herpes oro-facciale primario a volte vengono scambiate per impetigine, un'infezione batterica. Anche le comuni ulcere della bocca (ulcera aftosa) assomigliano all'herpes intraorale ma non presentano una fase vescicolare.
L'herpes genitale può essere più difficile da diagnosticare rispetto all'herpes orale, poiché la maggior parte persone infette da HSV-2 non presenta i sintomi classici. Inoltre la diagnosi può essere confusa con molte altre condizioni simili all'herpes genitale, tra cui l'infezione fungina, il lichen planus, la dermatite atopica e l'uretrite. Le analisi di laboratorio vengono spesso utilizzate per confermare una diagnosi di herpes genitale. I test di laboratorio includono la cultura del virus, l'immunofluorescenza diretta, la biopsia della cute e la reazione a catena della polimerasi per verificare la presenza di DNA virale. Anche se queste procedure conducono a diagnosi altamente sensibili e specifici, i loro alti costi e i vincoli di tempo, scoraggiano il loro uso comune nella pratica clinica.
Fino al 1980, raramente i test sierologici per gli anticorpi anti HSV si sono rivelati utili alla diagnosi e non sono stati utilizzati di routine nella pratica clinica. I vecchi test sierologici IgM non erano in grado di distinguere tra anticorpi generati in risposta ad infezioni originate da HSV-1 o da HSV-2. Tuttavia, una glicoproteina G-specifica (IgG) di test per l'HSV, è stata introdotta nel 1980 e si è dimostrata in grado di discriminare tra HSV-1 da HSV-2 con una affidabilità del 98%.
Herpes labiale o genitale non deve essere confuso con ulteriori patologie causate da altri virus della famiglia Herpesviridae, come l'herpes zoster, che è dovuto al virus varicella-zoster. La diagnosi differenziale si pone con le malattie della mano-piede-bocca.

## Trattamento
Non esiste alcun metodo per eliminare il virus herpes dal corpo, ma l'assunzione di farmaci antivirali può ridurre la frequenza, la durata e la gravità dei focolai. Gli analgesici, come l'ibuprofene e il paracetamolo (acetaminofene), possono ridurre il dolore e la febbre. Trattamenti topici anestetici, come la prilocaina, lidocaina, benzocaina o tetracaina, sono anch'essi in grado di alleviare il prurito e il dolore.

### Antivirali

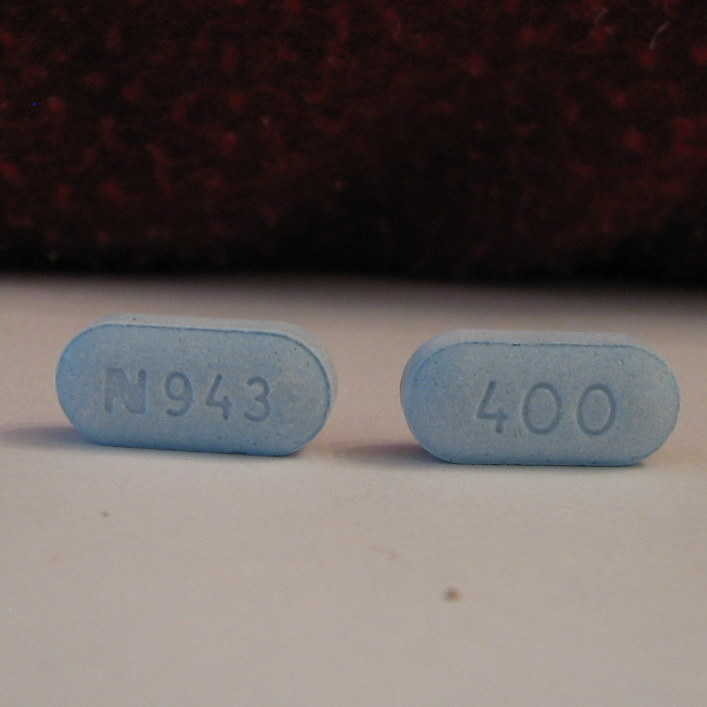
Pastiglie di aciclovir

Diversi farmaci antivirali risultano efficaci per il trattamento dell'herpes, tra cui l'aciclovir, il valaciclovir, il famciclovir e il penciclovir. L'aciclovir è stato il primo ad essere scoperto ed è ora disponibile come farmaco equivalente, così come il valaciclovir.
L'evidenza supporta l'uso dell'aciclovir e del valaciclovir per il trattamento dell'herpes labiale, così come per le infezioni da herpes nelle persone con il cancro. Le prove al sostegno dell'uso dell'aciclovir nelle gengivostomatite erpetiche primarie sono deboli.

### Farmaci topici
Un certo numero di farmaci antivirali topici sono efficaci per herpes labiale, tra cui l'aciclovir, il penciclovir e il docosanol.

## Prevenzione

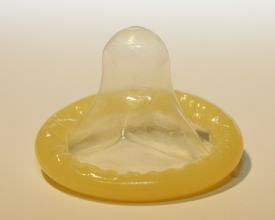
Protezione a barriera, come il preservativo, possono ridurre il rischio di trasmissione dell'herpes.

Come per quasi tutte le infezioni a trasmissione sessuale, le donne risultano più suscettibili ad acquisire l'HSV-2 genitale rispetto agli uomini. Su base annua, senza l'uso di farmaci antivirali o di preservativi, il rischio di trasmissione di HSV-2 da maschio infetto a femmina è di circa l'8-11%. Si ritiene che ciò sia dovuto alla maggiore esposizione del tessuto mucoso nei potenziali siti di infezione. Il rischio di trasmissione da femmina a maschio infetto è di circa 4-5% all'anno. Una terapia antivirale soppressiva riduce questi rischi del 50%. Gli antivirali possono anche aiutare a prevenire lo sviluppo dei sintomi da HSV nei casi di infezione, il che significa che il partner infetto sarà sieropositivo ma senza sintomi in circa il 50% dei casi. Anche l'uso del preservativo riduce il rischio di trasmissione in modo significativo ed è più efficace nella prevenzione della trasmissione da maschio-femmina rispetto al contrario.
I portatori asintomatici del virus HSV-2 sono ancora contagiosi. In molte infezioni, il primo effetto è la trasmissione orizzontale verso un partner sessuale o la trasmissione verticale verso un neonato. Poiché la maggior parte degli individui asintomatici non sono consapevoli della loro infezione, essi sono considerati ad alto rischio per la diffusione dell'HSV.
Nel mese di ottobre 2011, il farmaco anti-HIV tenofovir, se usato per via topica in un gel vaginale microbicida, si è dimostrato in grado di ridurre del 51% la trasmissione sessuale del virus dell'herpes.